# Ferdinand Schwarzenberg
Ferdinand Schwarzenberg (celým jménem Ferdinand Karel Bedřich Jan Nepomuk Jakub Alexius princ ze Schwarzenbergu, německy Ferdinand Karl Friedrich Johannes Nepomuk Jakob Alexius Prinz zu Schwarzenberg; * 17. července 1989 Curych) je česko-švýcarský šlechtic, člen rodu Schwarzenbergů, od roku 2023 následník knížecího titulu. Pracuje v automobilovém průmyslu.

## Život
Narodil se 17. července 1989 v Curychu jako druhé dítě a prvorozený syn bankovního ředitele Dr. Bedřicha Schwarzenberga (1940–2014) a jeho manželky Reguly (* 1956). 
Dětství prožil ve švýcarském Zollikonu, ale od konce 90. let 20. století navštěvuje Českou republiku, kde jeho rodina vlastní nemovitost v Novém Dvoře u Cerhonic (známém z divadelní hry Naši furianti) nedaleko Písku.
Studoval nějakou dobu na Benešově gymnáziu v Písku. V letech 2006–2009 navštěvoval německé gymnázium v Praze, kde odmaturoval. Poté dva roky sloužil ve švýcarské armádě a jako nadporučík vstoupil do zálohy. Následně pracoval půl roku ve Švýcarsku jako automechanik. Později studoval na univerzitě v nizozemském Maastrichtu, v bakalářském programu Evropská studia a v magisterském umění a kulturní dědictví (obor Arts and Heritage). Během studia pracoval v Německu a Rakousku v advokátních kancelářích, lesnických společnostech i v průmyslu.
Po univerzitě pracoval ve Velké Británii u firmy Goodwood, která pořádá historické automobilové závody. Po roce stráveném ve Velké se vrátil do Česka a začal pracovat pro firmu Škoda Auto, kde byl součástí mezinárodního prodejního týmu a v rámci něj zodpovídal za distribuci ve Francii, Itálii, Belgii, Lucembursku a Nizozemsku. Nyní je zaměstnaný pro společnost Porsche v oddělení prodeje, marketingu a rozvoje obchodu pro střední a východní Evropu, je zodpovědný za Bosnu a Hercegovinu, Černou Horu, Severní Makedonii a Srbsko.
Mluví německy, anglicky, francouzsky, česky a částečně také nizozemsky.

## Rodina
Dne 13. května 2023 se v Attersee am Attersee v Rakousku oženil s  Marií Frilingovou, potomkyní císařovny Marie Terezie. Manželčina matka pocházela z rakouské šlechty, otec z belgické průmyslnické rodiny. Dne 1. srpna 2024 se jim narodil syn Friedrich (česky Bedřich) na klinice v Brasschaatu v Belgii.

## Řády a vyznamenání
- Řád zlatého rouna[4]
- Čestný a devoční rytíř Suverénního řádu maltézských rytířů
- Bavorský Domácí rytířský řád sv. Jiří
- Justiční rytíř Konstantinův řád sv.Jiří
- Kříž jeruzalémských poutníků
- Medaile za pouť do Lurd
- Pamětní medaile k 50. výročí pouti do Lurd

|  |
|  |
|  |

## Vývod z předků po mužské linii
- Ferdinand Schwarzenberg (* 1989)
- Bedřich Schwarzenberg (1940–2014), jeho otec, finančník
- Karel VI. (1911–1986), jeho otec, spisovatel, historik a heraldik
- Karel V. (1886–1914), jeho otec. V roce 1913 zavedl na svém statku Orlík češtinu jako výlučný úřední jazyk.
- Karel IV. (1859–1913), jeho otec, poslanec Českého zemského sněmu a Říšské rady
- Karel III. (1824–1904), jeho otec, poslanec Českého zemského sněmu a Říšské rady
- Karel II. (1802–1858), jeho otec, guvernér Lombardie a Sedmihradska
- Karel I. Filip (1771–1820), jeho otec, generalissimus, jeden z vítězných vojevůdců bitvy národů u Lipska, jeho bratr byl Josef II. Jan
- Jan Nepomuk I. (1742–1789), jeho otec (jeho vnuci (děti Josefa II. Jana) byly Marie Eleonora, provdaná Windischgrätzová, Felix a Bedřich)
- Josef I. Adam (1722–1782), jeho otec (založil Schwarzenberský penzijní fond pro zaměstnance)
- Adam František (1680–1732), jeho otec, dědic Eggenbergů, 1723 první vévoda krumlovský z tohoto rodu, od r. 1719 majitel paláce na Hradčanech (zastřelen nešťastnou náhodou císařem Karlem VI.)
- Ferdinand Vilém (1652–1703), jeho otec, lidumil, který ve Vídni za moru (1680) i za tureckého obléhání (1683) na vlastní náklady město zásoboval
- Jan Adolf I. (1615–1683), jeho otec, od roku 1670 kníže, člen řádu Zlatého rouna, 1658 český inkolát, 1660 Třeboňské panství
- Adam (1583–1641), jeho otec, velmistr Braniborského balivátu Johanitského řádu
- Adolf (1551–1600), jeho otec; vojevůdce v době válek s Turky, císařský polní maršálek. Roku 1599 získal tureckou hlavu v erbu a hraběcí titul
- Vilém II. († 1557), jeho otec (padl roku 1557 v bitvě u St. Quentina)
- Vilém I. (1486–1526), jeho otec
- Erkinger II. († 1518), jeho otec
- Michal III. († 1499), jeho otec
- Michal II. († 1469), jeho otec
- Erkinger I. (1362–1437), jeho otec, zakladatel rodu. Zúčastnil se válek proti husitům.